# Camiran
Camiran est une commune du Sud-Ouest de la France, située dans le département de la Gironde en région Nouvelle-Aquitaine.
Ses habitants sont appelés les Camiranais.

## Géographie

### Localisation
Bordée au sud-est par le Dropt, la commune se trouve dans l'Entre-deux-Mers, à 56 km à l'est-sud-est de Bordeaux, chef-lieu du département, à 21 km au nord-est de Langon, chef-lieu d'arrondissement et à 7 km au nord-nord-ouest de La Réole, ancien chef-lieu de canton. Elle fait partie de l'unité urbaine de La Réole.

### Communes limitrophes
Les communes limitrophes en sont Saint-Martin-de-Lerm au nord-est, Bagas au sud-est, Les Esseintes au sud, Morizès au sud-ouest, Saint-Exupéry à l'ouest, Saint-Félix-de-Foncaude au nord-ouest et Saint-Hilaire-du-Bois au nord.
| Saint-Félix-de-Foncaude | Saint-Hilaire-du-Bois | Saint-Martin-de-Lerm |
| Saint-Exupéry           | Camiran               |                      |
| Morizès                 | Les Esseintes         | Bagas                |

### Climat
Pour des articles plus généraux, voir Climat de la Nouvelle-Aquitaine et Climat de la Gironde.
Historiquement, la commune est exposée à un climat océanique aquitain.  
En 2020, Météo-France publie une typologie des climats de la France métropolitaine dans laquelle la commune est exposée à un climat océanique et est dans la région climatique  Aquitaine, Gascogne, caractérisée par une pluviométrie abondante au printemps, modérée en automne, un faible ensoleillement au printemps, un été chaud (19,5 °C), des vents faibles, des brouillards fréquents en automne et en hiver et des orages fréquents en été (15 à 20 jours).
Pour la période 1971-2000, la température annuelle moyenne est de 12,7 °C, avec une amplitude thermique annuelle de 15,6 °C. Le cumul annuel moyen de précipitations est de 824 mm, avec 11,2 jours de précipitations en janvier et 6,4 jours en juillet. Pour la période 1991-2020, la température moyenne annuelle observée sur la station météorologique la plus proche, située sur la commune de Saint-Sulpice-de-Pommiers à 6 km à vol d'oiseau, est de 13,8 °C et le cumul annuel moyen de précipitations est de 764,8 mm,. Pour l'avenir, les paramètres climatiques de la commune estimés pour 2050 selon différents scénarios d’émission de gaz à effet de serre sont consultables sur un site dédié publié par Météo-France en novembre 2022.

## Urbanisme

### Typologie
Au 1er janvier 2024, Camiran est catégorisée commune rurale à habitat dispersé, selon la nouvelle grille communale de densité à sept niveaux définie par l'Insee en 2022.
Elle appartient à l'unité urbaine de La Réole, une agglomération intra-départementale regroupant cinq  communes, dont elle est une commune de la banlieue,,. La commune est en outre hors attraction des villes,.

### Occupation des sols

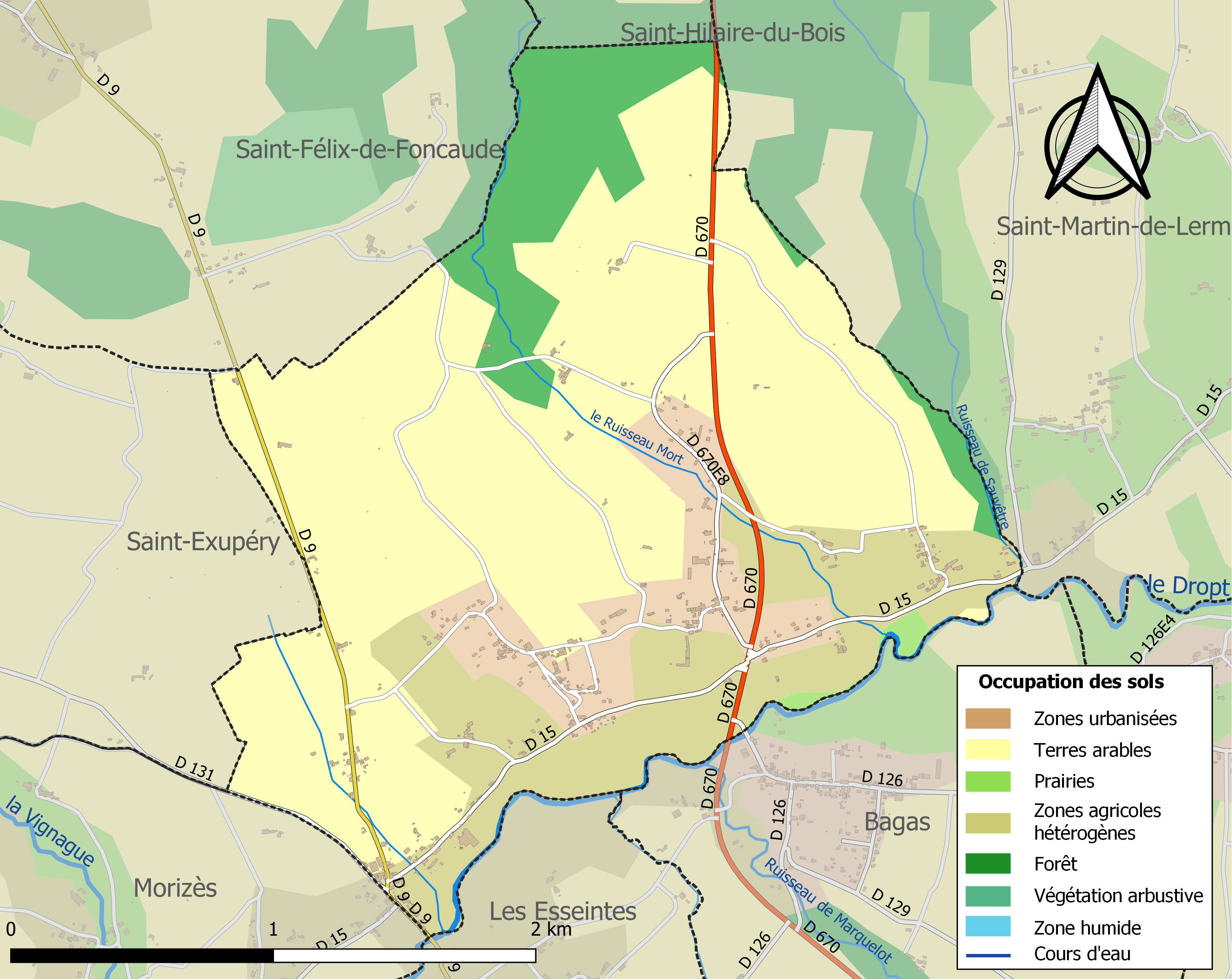
Carte des infrastructures et de l'occupation des sols de la commune en 2018 (CLC).

L'occupation des sols de la commune, telle qu'elle ressort de la base de données européenne d’occupation biophysique des sols Corine Land Cover (CLC), est marquée par l'importance des territoires agricoles (80,6 % en 2018), en diminution par rapport à 1990 (90,4 %). La répartition détaillée en 2018 est la suivante : 
cultures permanentes (60,3 %), zones agricoles hétérogènes (19,4 %), zones urbanisées (9,8 %), forêts (9,6 %), prairies (0,8 %), terres arables (0,1 %). L'évolution de l’occupation des sols de la commune et de ses infrastructures peut être observée sur les différentes représentations cartographiques du territoire : la carte de Cassini (XVIIIe siècle), la carte d'état-major (1820-1866) et les cartes ou photos aériennes de l'IGN pour la période actuelle (1950 à aujourd'hui).

### Voies de communication et transports
La commune est essentiellement traversée, dans le bourg, par la route départementale D15 qui relie Gironde-sur-Dropt au sud-ouest à Saint-Martin-de-Lerm au nord-est et au-delà à Pellegrue ; à l'ouest du bourg, dans le lieu-dit Labarthe, passe la route départementale D9 qui mène vers le nord-ouest à Saint-Félix-de-Foncaude et vers le sud-est à La Réole ; l'est du territoire communal est traversé par la route départementale D670 qui mène vers le nord à Sauveterre-de-Guyenne et vers le sud-sud-est à La Réole.

L'accès le plus proche à l'autoroute A62 (Bordeaux-Toulouse) est celui de  4 La Réole distant de 15 km par la route vers le sud.

L'accès  1 Bazas à l'autoroute A65 (Langon-Pau) se situe à 32 km vers le sud-sud-ouest.

L'accès le plus proche à l'autoroute A89 (Bordeaux-Lyon) est celui de l'échangeur autoroutier  avec la route nationale 89 qui se situe à 39 km vers le nord-ouest.
La gare SNCF la plus proche est celle, distante de 8 km par la route vers le sud-est, de La Réole sur la ligne Bordeaux-Sète du TER Nouvelle-Aquitaine.

### Risques majeurs
Le territoire de la commune de Camiran est vulnérable à différents aléas naturels : météorologiques (tempête, orage, neige, grand froid, canicule ou sécheresse), inondations et séisme (sismicité très faible). Un site publié par le BRGM permet d'évaluer simplement et rapidement les risques d'un bien localisé soit par son adresse soit par le numéro de sa parcelle.
Certaines parties du territoire communal sont susceptibles d’être affectées par le risque d’inondation par débordement de cours d'eau, notamment le Dropt. La commune a été reconnue en état de catastrophe naturelle au titre des dommages causés par les inondations et coulées de boue survenues en 1982, 1988, 1999, 2009 et 2021,.

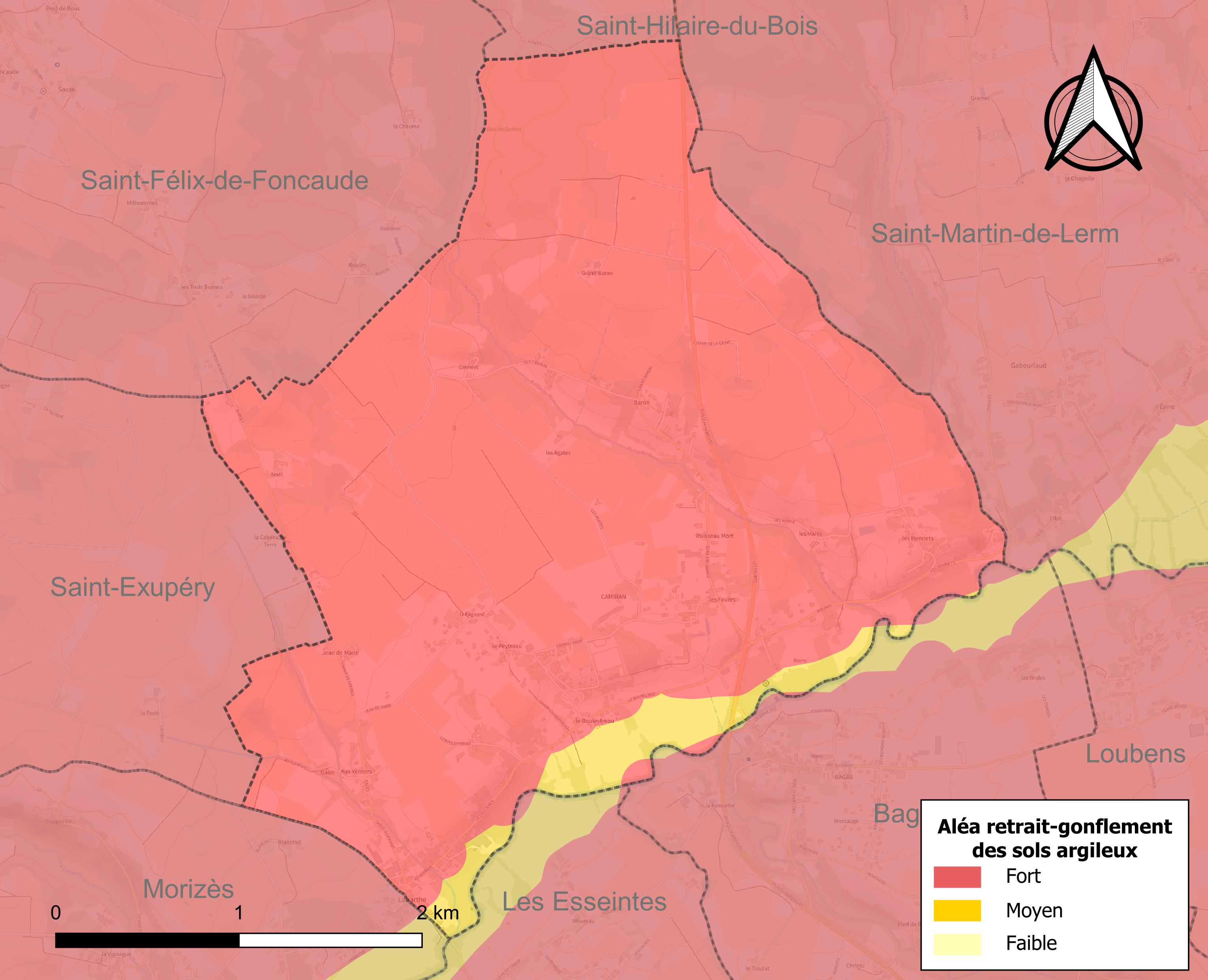
Carte des zones d'aléa retrait-gonflement des sols argileux de Camiran.

Le retrait-gonflement des sols argileux est susceptible d'engendrer des dommages importants aux bâtiments en cas d’alternance de périodes de sécheresse et de pluie. La totalité de la commune est en aléa moyen ou fort (67,4 % au niveau départemental et 48,5 % au niveau national). Sur les 227 bâtiments dénombrés sur la commune en 2019, 227 sont en aléa moyen ou fort, soit 100 %, à comparer aux 84 % au niveau départemental et 54 % au niveau national. Une cartographie de l'exposition du territoire national au retrait gonflement des sols argileux est disponible sur le site du BRGM,.
Par ailleurs, afin de mieux appréhender le risque d’affaissement de terrain, l'inventaire national des cavités souterraines permet de localiser celles situées sur la commune.
Concernant les mouvements de terrains, la commune a été reconnue en état de catastrophe naturelle au titre des dommages causés par la sécheresse en 2005 et par des mouvements de terrain en 1999.

## Histoire
À la Révolution, la paroisse Saint-Pierre de Camiran forme la commune de Camiran.

## Politique et administration
| Période                                  | Période   | Identité        | Étiquette | Qualité                  |
| ---------------------------------------- | --------- | --------------- | --------- | ------------------------ |
| 1959                                     | 1965      | Joseph Petiteau |           |                          |
|                                          |           | …               |           |                          |
| mars 2008                                | mars 2014 | Chantal Bouges  |           |                          |
| mars 2014                                | En cours  | Bastien Mercier | LR        | Représentant de commerce |
| Les données manquantes sont à compléter. |           |                 |           |                          |

### Communauté de communes
Le 1er janvier 2014, la communauté de communes du Réolais ayant été supprimée, la commune de Camiran s'est retrouvée intégrée à la communauté de communes du Réolais en Sud Gironde siégeant à La Réole.

## Démographie
L'évolution du nombre d'habitants est connue à travers les recensements de la population effectués dans la commune depuis 1793. Pour les communes de moins de 10 000 habitants, une enquête de recensement portant sur toute la population est réalisée tous les cinq ans, les populations de référence des années intermédiaires étant quant à elles estimées par interpolation ou extrapolation. Pour la commune, le premier recensement exhaustif entrant dans le cadre du nouveau dispositif a été réalisé en 2007.

En 2022, la commune comptait 418 habitants, en évolution de +0,72 % par rapport à 2016 (Gironde : +6,91 %, France hors Mayotte : +2,11 %).
| 1793 | 1800 | 1806 | 1821 | 1831 | 1836 | 1841 | 1846 | 1851 |
| ---- | ---- | ---- | ---- | ---- | ---- | ---- | ---- | ---- |
| 612  | 434  | 485  | 557  | 534  | 570  | 577  | 583  | 545  |

| 1856 | 1861 | 1866 | 1872 | 1876 | 1881 | 1886 | 1891 | 1896 |
| ---- | ---- | ---- | ---- | ---- | ---- | ---- | ---- | ---- |
| 555  | 571  | 573  | 568  | 590  | 548  | 560  | 519  | 522  |

| 1901 | 1906 | 1911 | 1921 | 1926 | 1931 | 1936 | 1946 | 1954 |
| ---- | ---- | ---- | ---- | ---- | ---- | ---- | ---- | ---- |
| 482  | 553  | 526  | 507  | 450  | 453  | 486  | 451  | 427  |

| 1962 | 1968 | 1975 | 1982 | 1990 | 1999 | 2006 | 2007 | 2012 |
| ---- | ---- | ---- | ---- | ---- | ---- | ---- | ---- | ---- |
| 405  | 410  | 373  | 364  | 388  | 443  | 438  | 436  | 426  |

| 2017 | 2022 | - | - | - | - | - | - | - |
| ---- | ---- | - | - | - | - | - | - | - |
| 412  | 418  | - | - | - | - | - | - | - |

## Culture locale et patrimoine

### Lieux et monuments
- L'église Saint-Pierre de style roman présente un clocher-mur à deux baies et abri ; La façade et le campanile ont été classés à l'inventaire des monuments historiques en 1907[26].

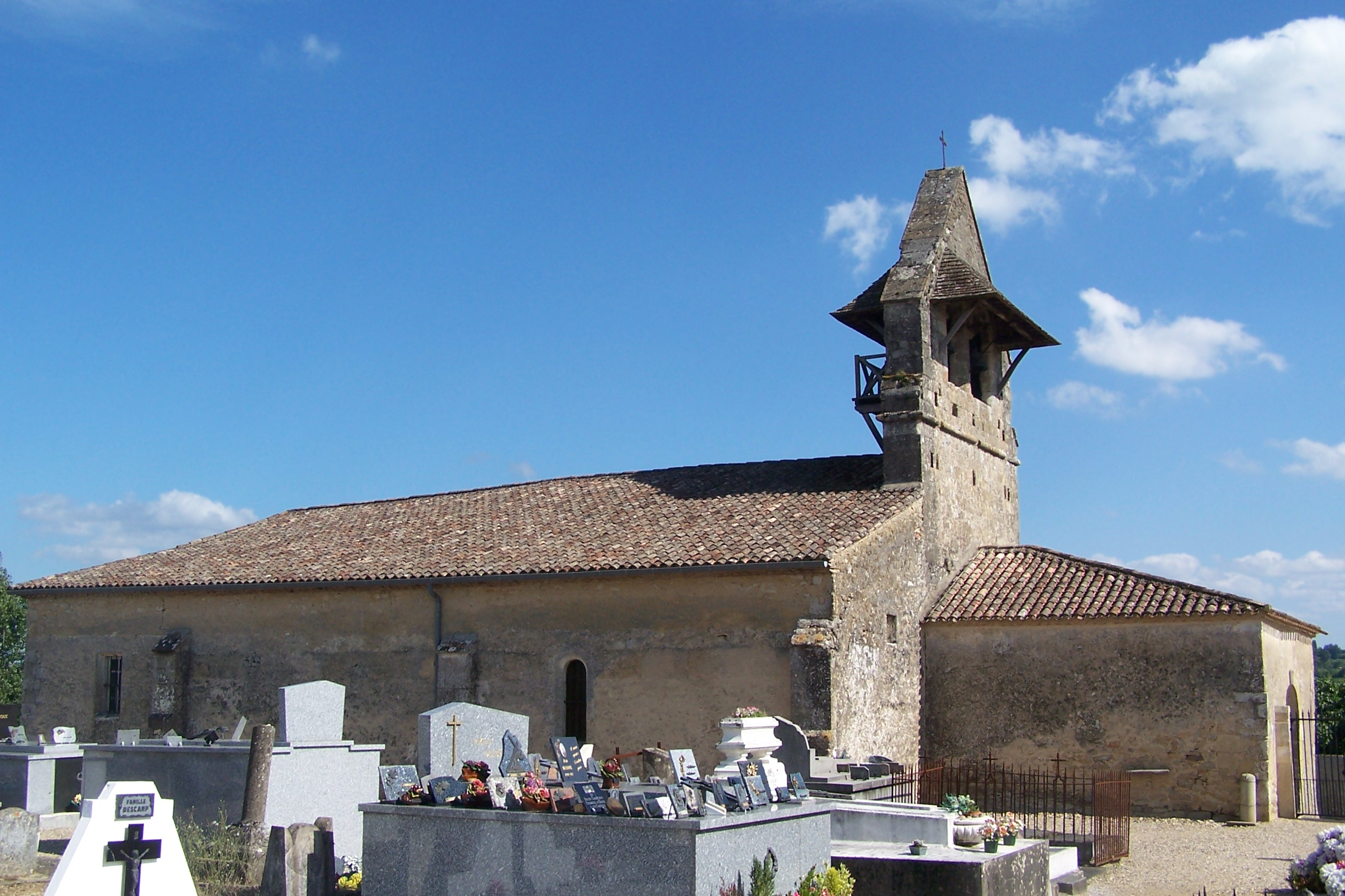
L'église Saint-Pierre, vue nord (août 2011).
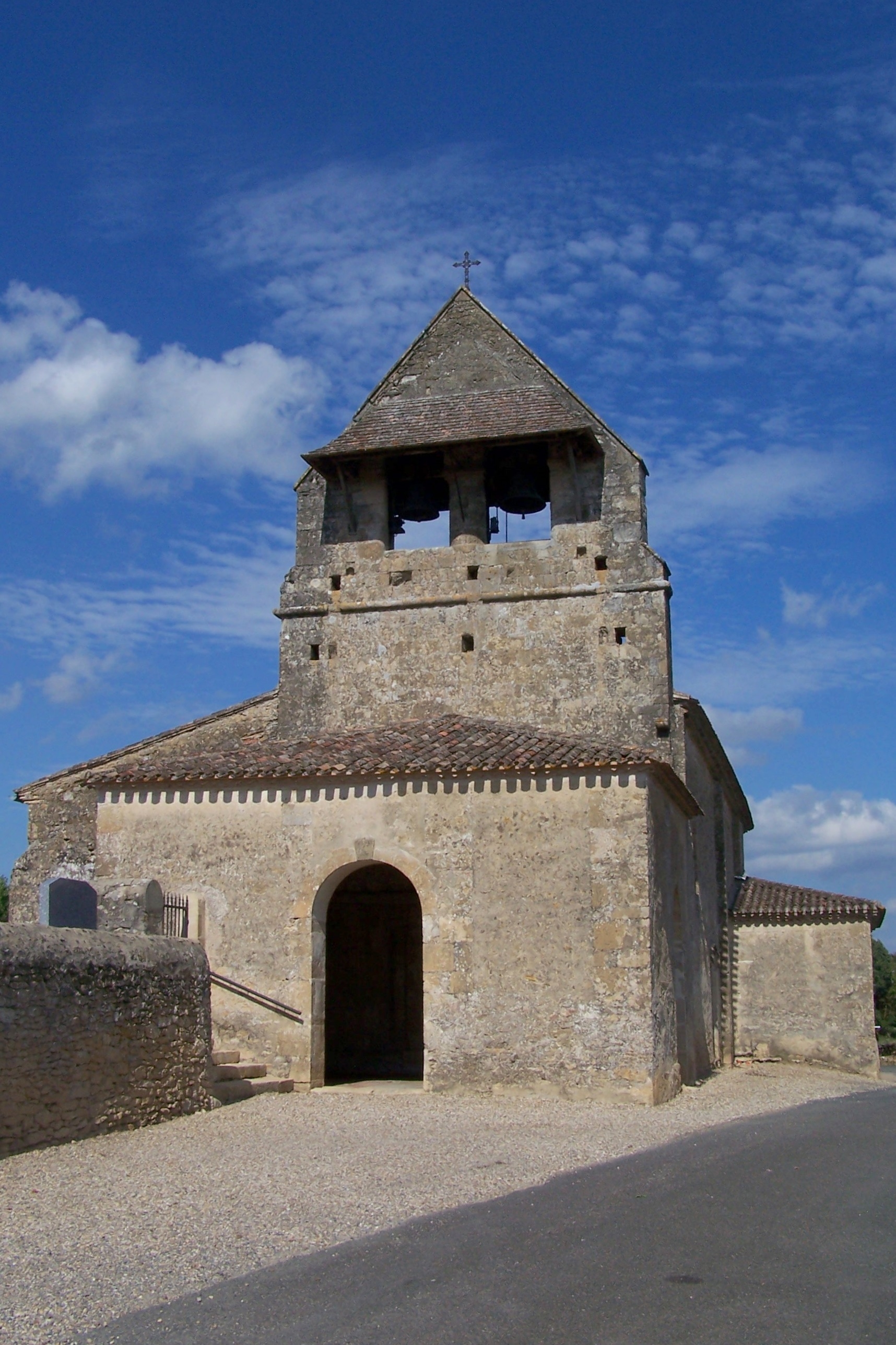
L'église Saint-Pierre, vue ouest (août 2011).
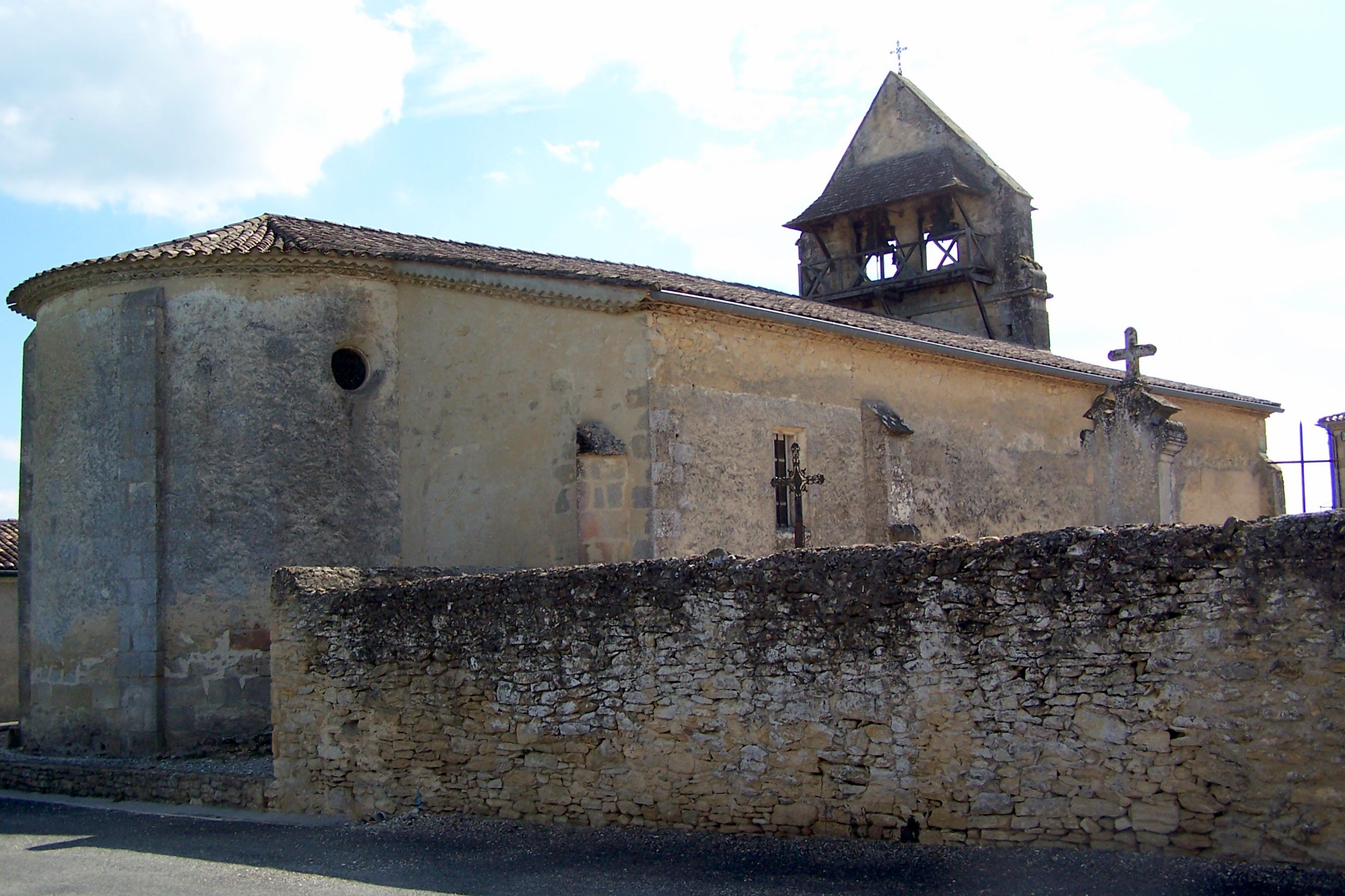
Chevet de l'église (août 2011).
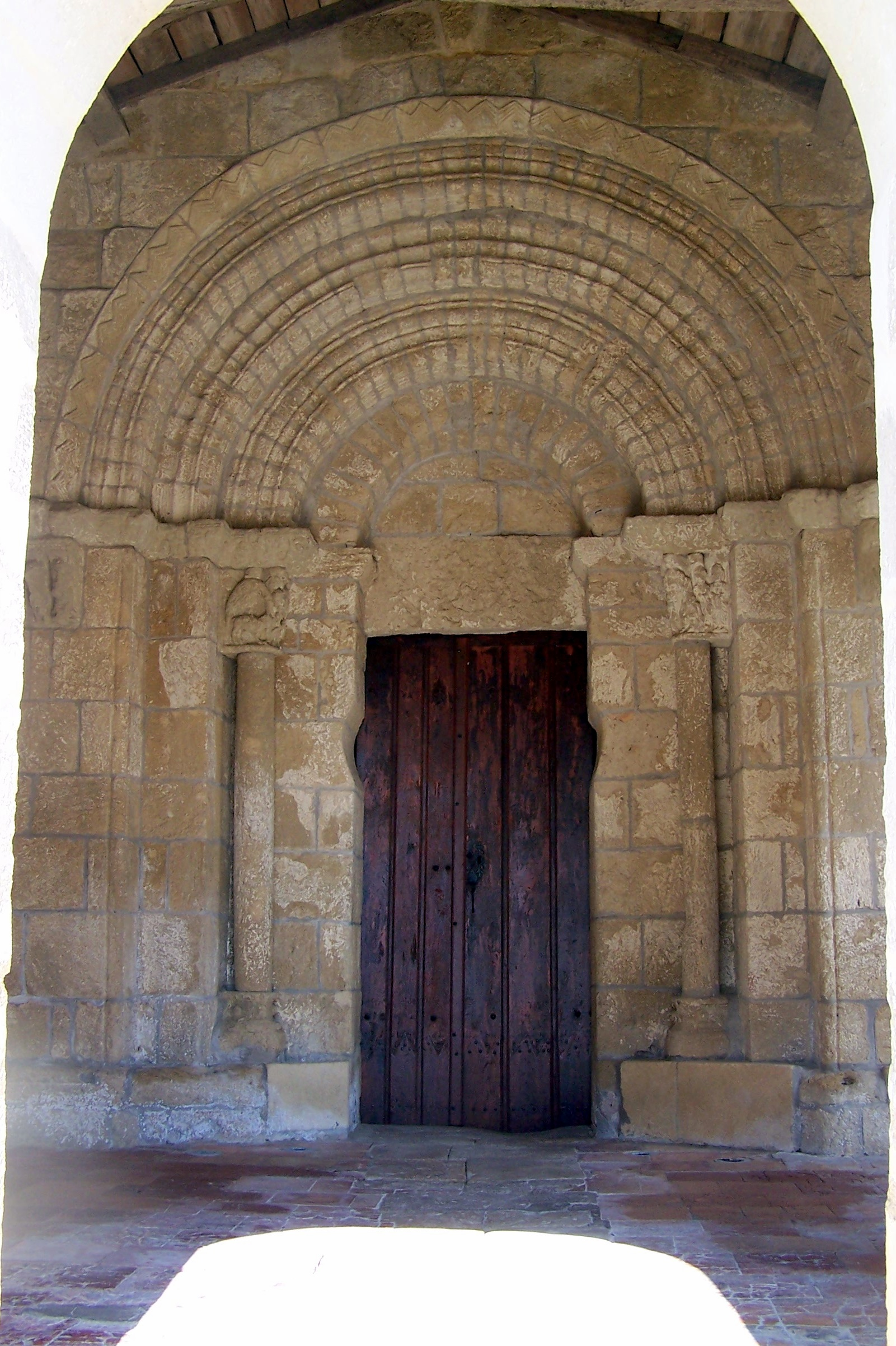
Portail de l'église (août 2011).
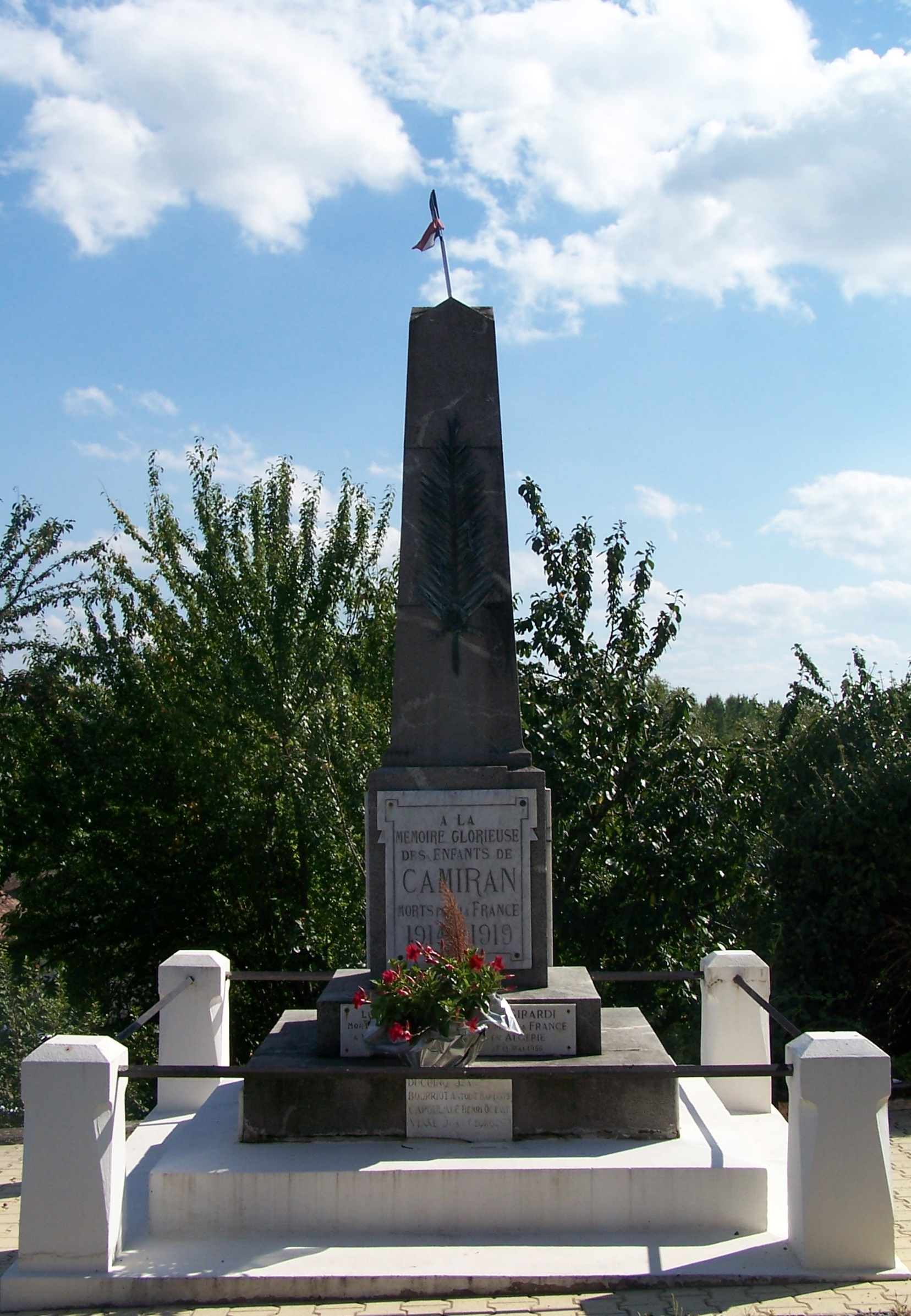
Le monument aux morts à proximité de l'église (août 2011).